# بلدية الشمال
بلدية الشمال هي إحدى بلديات قطر السبعة والتي تتبع وزارة البلدية والتخطيط العمراني، تقع في شمال دولة قطر. وقد تم إصدار قرار أميري في سنة (2009) لتنظيم الهياكل الإدارية لجميع البلديات لتتضمن أربع إدارات في كل بلدية وهي:
1. إدارة الشؤون العامة
2. إدارة الشؤون الفنية
3. إدارة شؤون الخدمات
4. إدارة الرقابة البلدية

يقع المبنى الإداري للبلدية ببداية مدينة الشمال على الجانب الأيمن من الطريق.

## التقسيم الإداري
تنقسم البلدية لـ 3 مناطق:
| المنطقة    | المناطق                        | المساحة | السكان (تعداد 2015) |
| ---------- | ------------------------------ | ------- | ------------------- |
| المنطقة 77 | عين سنان، مدينة الكعبان، فويرط | 266 كم  | 1،727               |
| المنطقة 78 | أبو ظلف، الزبارة               | 427.2   | 1،660               |
| المنطقة 79 | مدينة الشمال، رويس             | 166.6   | 5407                |

## أهم المدن
الرويس والشمال

## المعالم السياحية
- قلعة الزبارة الأثرية
- المساجد الأثرية بقرية العريش